# 拉布瓦西耶尔
拉布瓦西耶尔（法語：La Boissière，法語發音：[la bwasjɛʁ] ⓘ）是法国埃罗省的一个市镇，属于洛代沃区。

## 地理
拉布瓦西耶尔（43°39'50"N, 3°38'42"E）面积24.45 平方千米，位于法国奧克西塔尼大區埃罗省，该省份为法国南部沿海省份，南濒地中海，西南接奥德省，西北接塔恩省和阿韦龙省，东北与加尔省接壤。
与拉布瓦西耶尔接壤的市镇（或旧市镇、城区）包括：阿尼亚讷、阿热利耶、欧姆拉斯、日尼亚克、蒙塔尔诺、皮埃沙邦、圣保罗和瓦尔马勒。

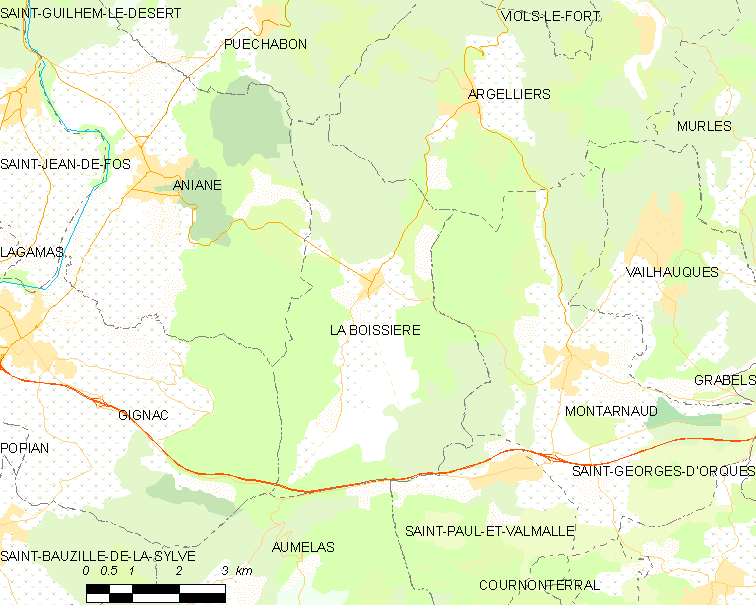
拉布瓦西耶尔的OSM定位图

拉布瓦西耶尔的时区为UTC+01:00、UTC+02:00（夏令时）。

## 行政
拉布瓦西耶尔的邮政编码为34150，INSEE市镇编码为34035。

## 政治
拉布瓦西耶尔所属的省级选区为日尼亚克县。

## 人口

1962-2008年间拉布瓦西耶尔人口变化图示

拉布瓦西耶尔于2022年1月1日时的人口数量为1054人。